# سوتل دورانغوي
سوتل دورانغوي (الاسم العلمي:Dasylirion durangense) هو نوع من النباتات يتبع جنس السوتل من الفصيلة الهليونية.